# Helga Trefaldighets kyrka
För andra kyrkobyggnader med liknande namn, se Heliga Trefaldighets kyrka.
Helga Trefaldighets kyrka, även kallad Trefaldighetskyrkan och Bondkyrkan, är en kyrkobyggnad i Uppsala i Uppsala stift. Den är huvudkyrka i Helga Trefaldighets församling. Den ligger omedelbart söder om Uppsala domkyrka och därmed utanför sin församlings territorium.

## Kyrkobyggnaden

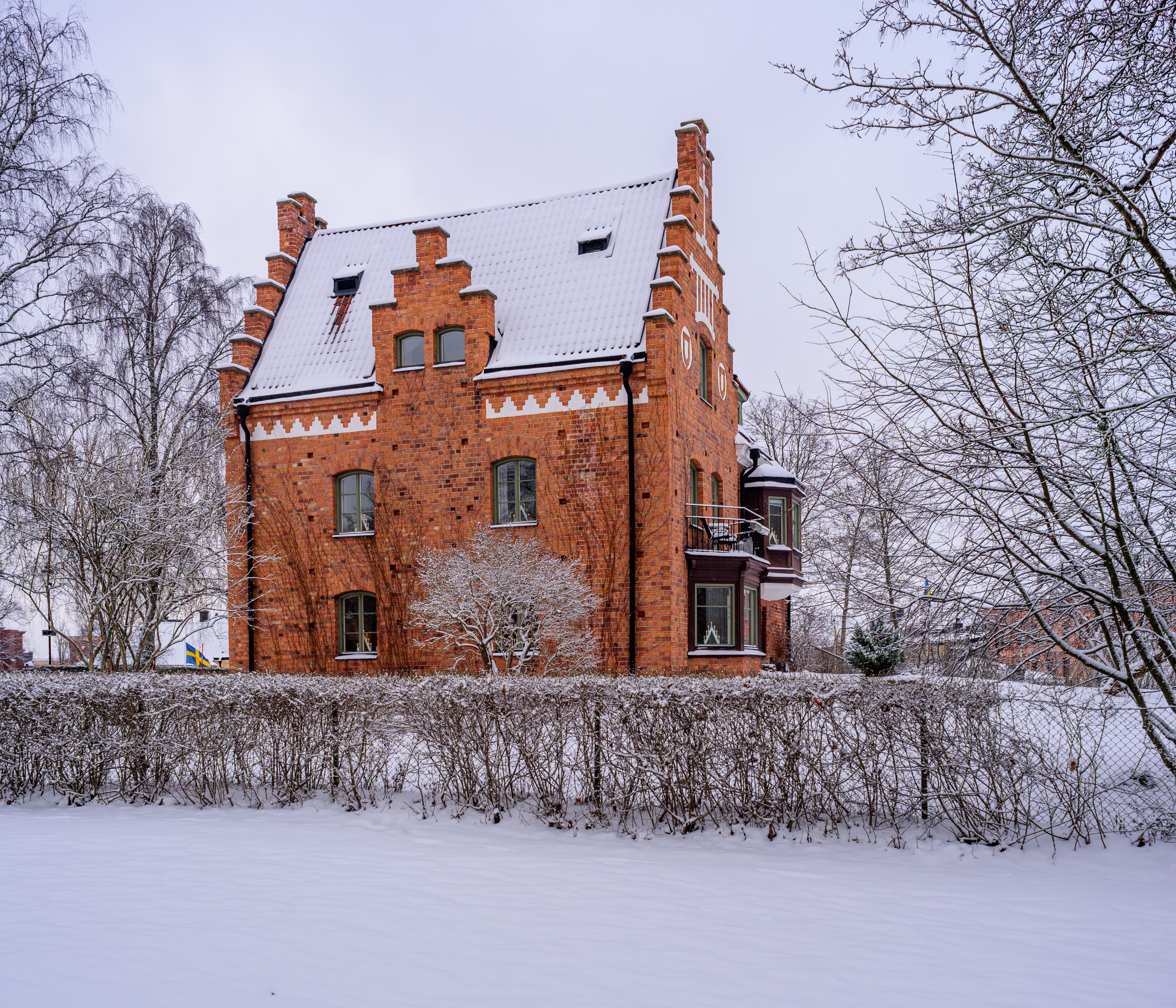
Prästgården.

Nuvarande kyrkobyggnad är troligen den tredje på denna plats. Kyrkans äldsta del är sakristian som uppfördes i slutet av 1200-talet mot en äldre träkyrka. Någon gång under 1300-talet, byggdes den nuvarande treskeppiga basilikan med gråsten i de nedre delarna och tegel i de övre. Under slutet av medeltiden kanske 1400-talet byggde man till det kraftiga men låga kyrktornet. Den medeltida höga tornspiran förstördes när staden brann år 1702 och ersattes sedan med en huv. Korsarmarna mot norr och söder dateras till 1400-talet. På kyrktornets sydsida finns ett starkt restaurerat medeltida solur som visar svensk normaltid (vintertid). Valven och Mariakorets väggar är täckta av 1400-talsmålningar, utförda av Albertus Pictor. På 1700-talet blev målningarna överkalkade. Målningarna togs åter fram 1905 och restaurerades hårt. I modern tid har målningarna rengjorts och konserverats på 1950- och 1970-talen samt 2016. 
Prästgården bredvid kyrkan är den ombyggda tiondeboden från medeltiden.

## Inventarier

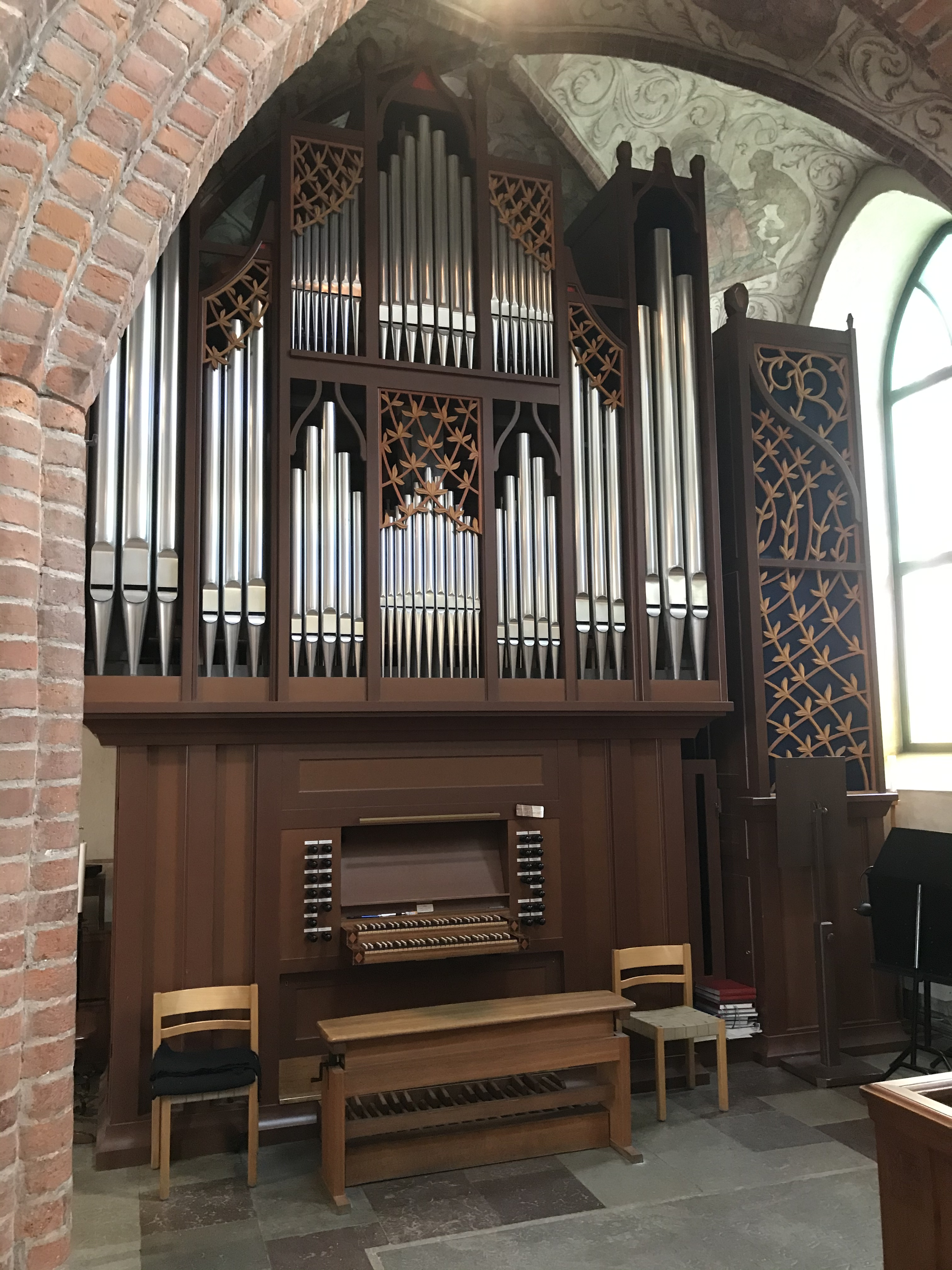
Orgeln med Ulf Oldaeus fasad

När kyrkan renoverades 1802 lät man avyttra nästan alla medeltida föremål. Altare, altarskåp, predikstol och även dopfunten såldes. Tre träskulpurer återstår av de medeltida föremålen. Dessa är placerade ovanför dörren till sakristian. Nuvarande predikstol är från 1905. Under predikstolsräcket har Nathan Söderblom skrivit med snirklig stil: Ty sanningen skall göra er fria. Bakom predikstolen står en stol som kan vara över 300 år gammal och som är nästan dubbelt så hög som en vanlig stol. På denna stol brukade prästen sitta när han höll sin predikan. Nuvarande dopfunt är tillverkad av keramik är drejad och skänkt 1981 av Uppsala Ekeby, i samband med företagets nedläggning. Nuvarande altare murades 1905. Ovanpå ligger den ursprungliga altarskivan med sina invigningskors.
I södra koret hänger Louis Sparres magnifika porträtt av Nathan Söderblom, som i tretton år var församlingens kyrkoherde. Glasmålningar från 1900-talets början avbildar kristna personligheter såsom Heliga Birgitta, Gustav II Adolf och Johan Olof Wallin. Minnesstenen från Nidarosdomen är Norges tack för det ansvar församlingen tog för flyktinghjälpen under Andra världskriget.
I kyrkans torn hänger två kyrkklockor. Klockornas toner, från den stora till lilla är f1-giss1. Bägge klockorna är gjutna under 1800-talet. Klockorna väger ungefär 700 respektive 1200 kg. 

### Orgel
- 1636 reparerades en orgel med 5 stämmor av Anders Bruce. 1745 reparerades orgeln av Niclas Söderström.
- 1839 byggde Pehr Gullbergson och Jonas Wengström, Lillkyrka en orgel med 18 stämmor. Orgeln renoverades och tillbyggdes 1867 av Daniel Wallenström. Orgeln hade efter ombyggnationen 21 stämmor.
- 1905 byggde Åkerman & Lunds Orgelfabriks AB, Sundbybergs köping en orgel. Orgeln förstördes i en brand.
- 1920-1921 byggde Furtwängler & Hammer, Hannover, Tyskland en orgel. Orgeln omdisponerades 1934-1935 av Bo Wedrup, Uppsala och hade efter omdisponeringen, 48 stämmor, tre manualer och pedal.
- Den nuvarande orgeln byggdes 1993 av Robert Gustavsson Orgelbyggeri AB, Härnösand. Orgeln är mekanisk med slejflådor. Tonomfånget är på 56/30. Fasaden är från 1991 och ritad av Ulf Oldaeus. Orgeln står i norra sidokoret.

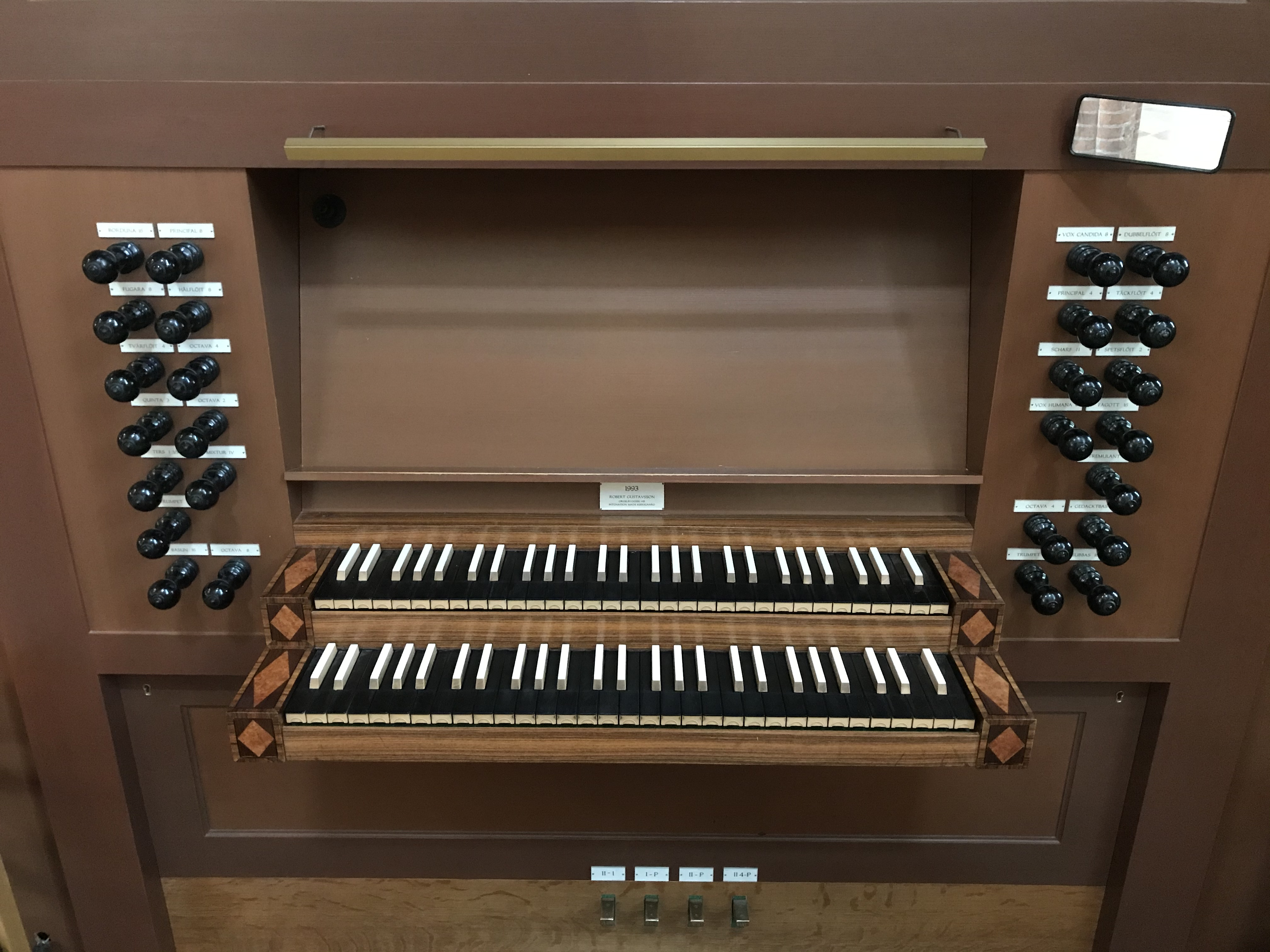
Orgelns spelbord

| Huvudverk I  | Öververk II    | Pedal         | Koppel  |
| Borduna 16´  | Vox Candida 8´ | Subbas 16´    | I/P     |
| Principal 8´ | Dubbelflöjt 8´ | Octava 8´     | II/P    |
| Fugara 8'    | Principal 4'   | Gedacktbas 8´ | II/I    |
| Hålflöjt 8'  | Täckflöjt 4'   | Octava 4'     | II 4'/P |
| Octava 4'    | Spetsflöjt 2'  | Basun 16'     |         |
| Tvärflöjt 4' | Scharf II      | Trumpet 8'    |         |
| Quinta 3'    | Fagott 16'     |               |         |
| Octava 2'    | Vox Humana 8'  |               |         |
| Ters 1 3⁄5'  | Tremulant      |               |         |
| Mixtur IV    |                |               |         |
| Trumpet 8'   |                |               |         |

#### Korpositiv
1934 flyttades en orgel till kyrkan. Den renoverades och tillbyggdes samma år av Bo Wedrup, Uppsala.  Orgeln var troligen byggd i början av 1800-talet. Stämmorna som sattes i av Wedrup är troligen från samma tid som orgeln. Orgeln står i korets norra del.
| Manual               | Pedal   |
| Gedackt 8'           | Bihängd |
| Oktava 4'            |         |
| Flöjt 4'             |         |
| Kvinta 2 2⁄3' (1934) |         |
| Oktava 2' B/D (1934) |         |

## Galleri

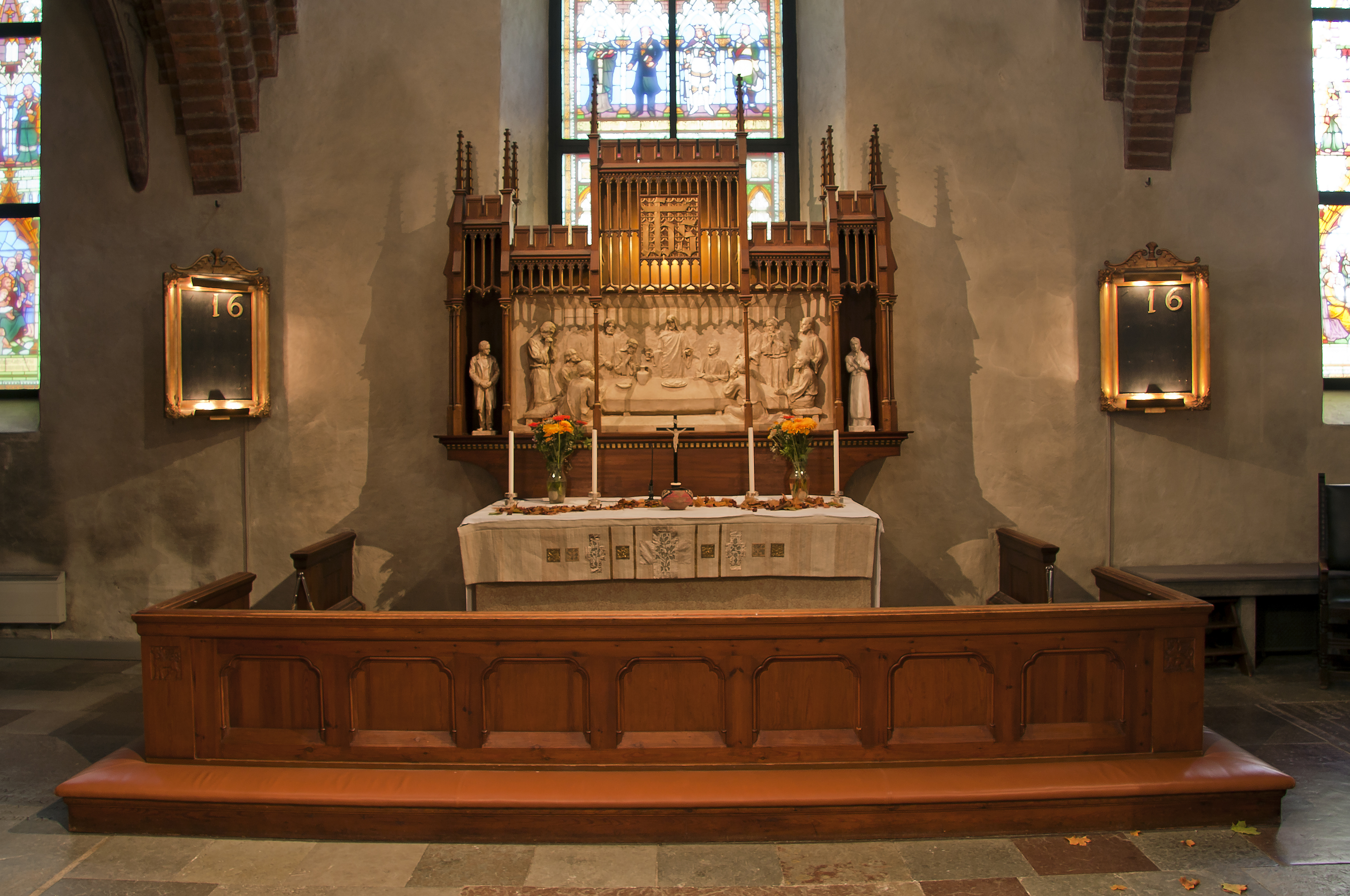
Koret.
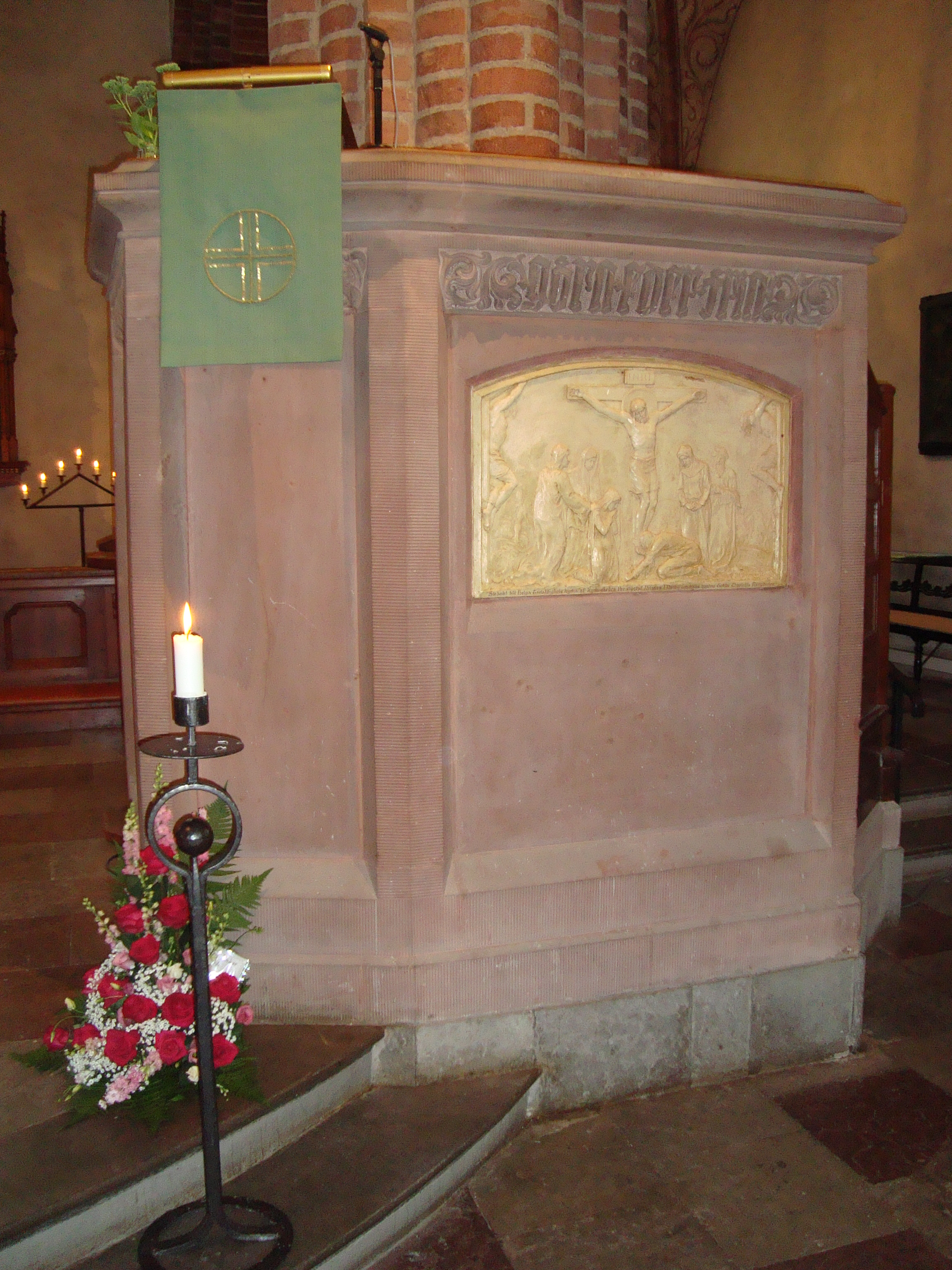
Predikstolen.
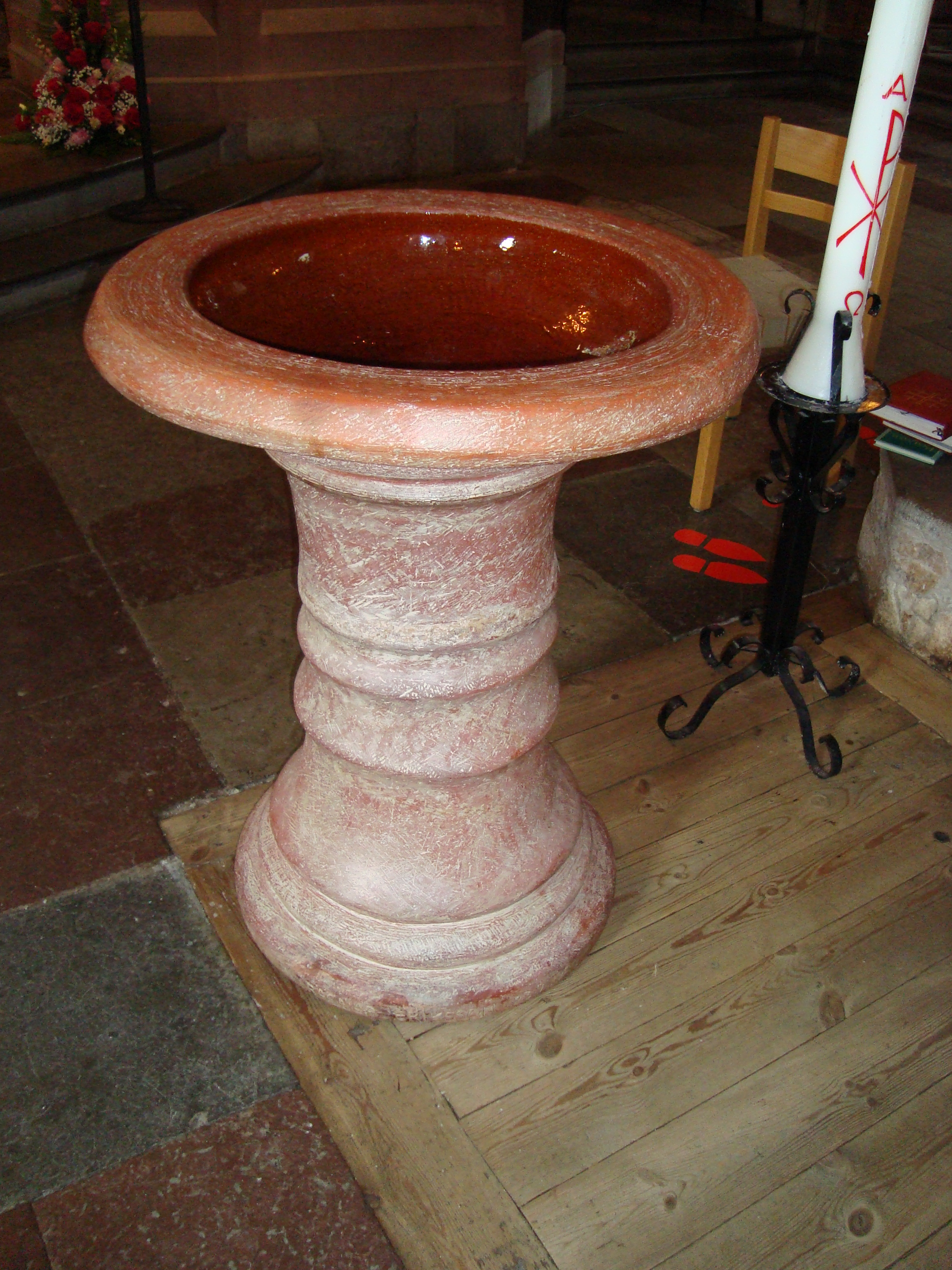
Dopfunten.
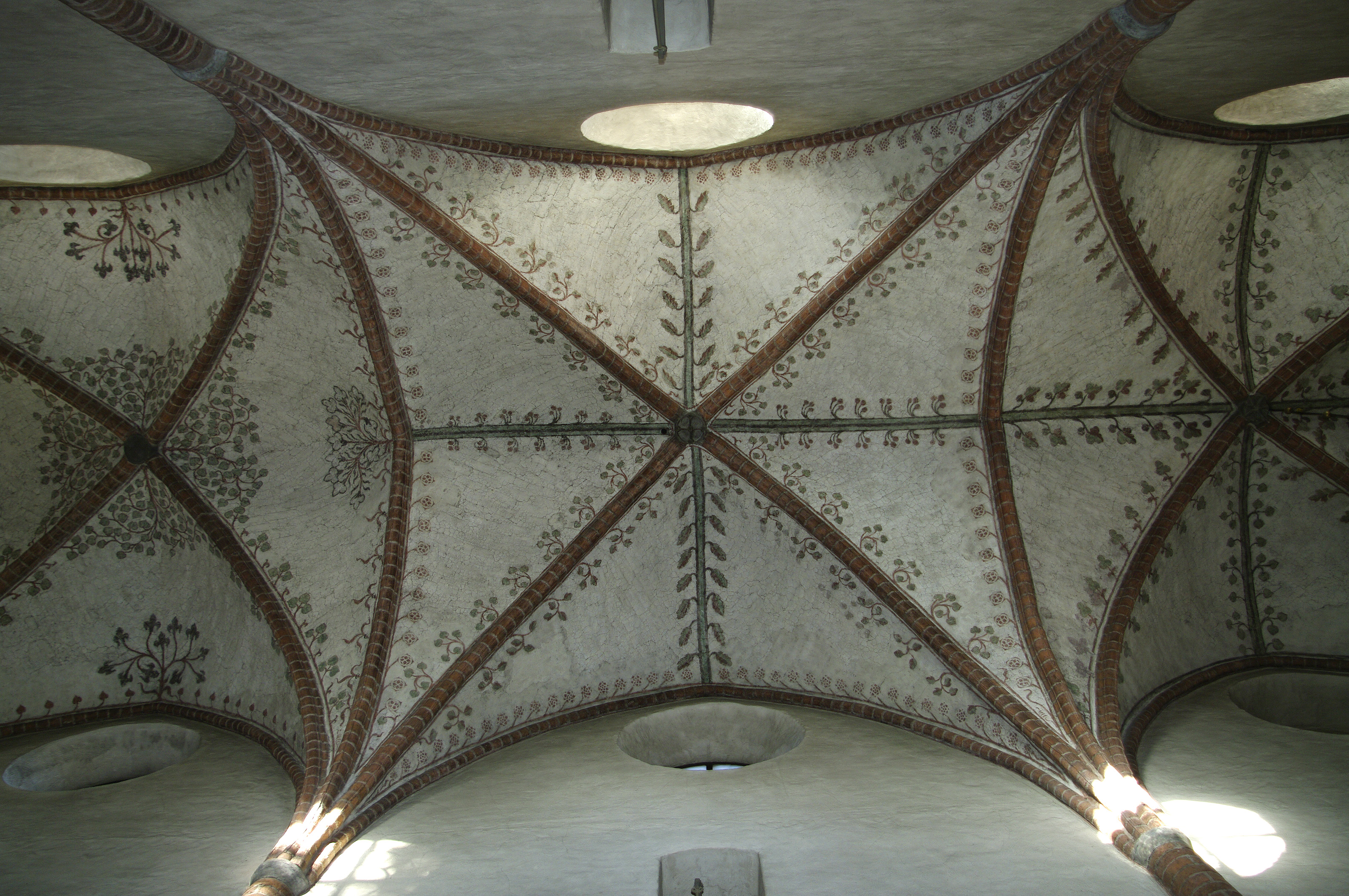
Valv i långhuset.
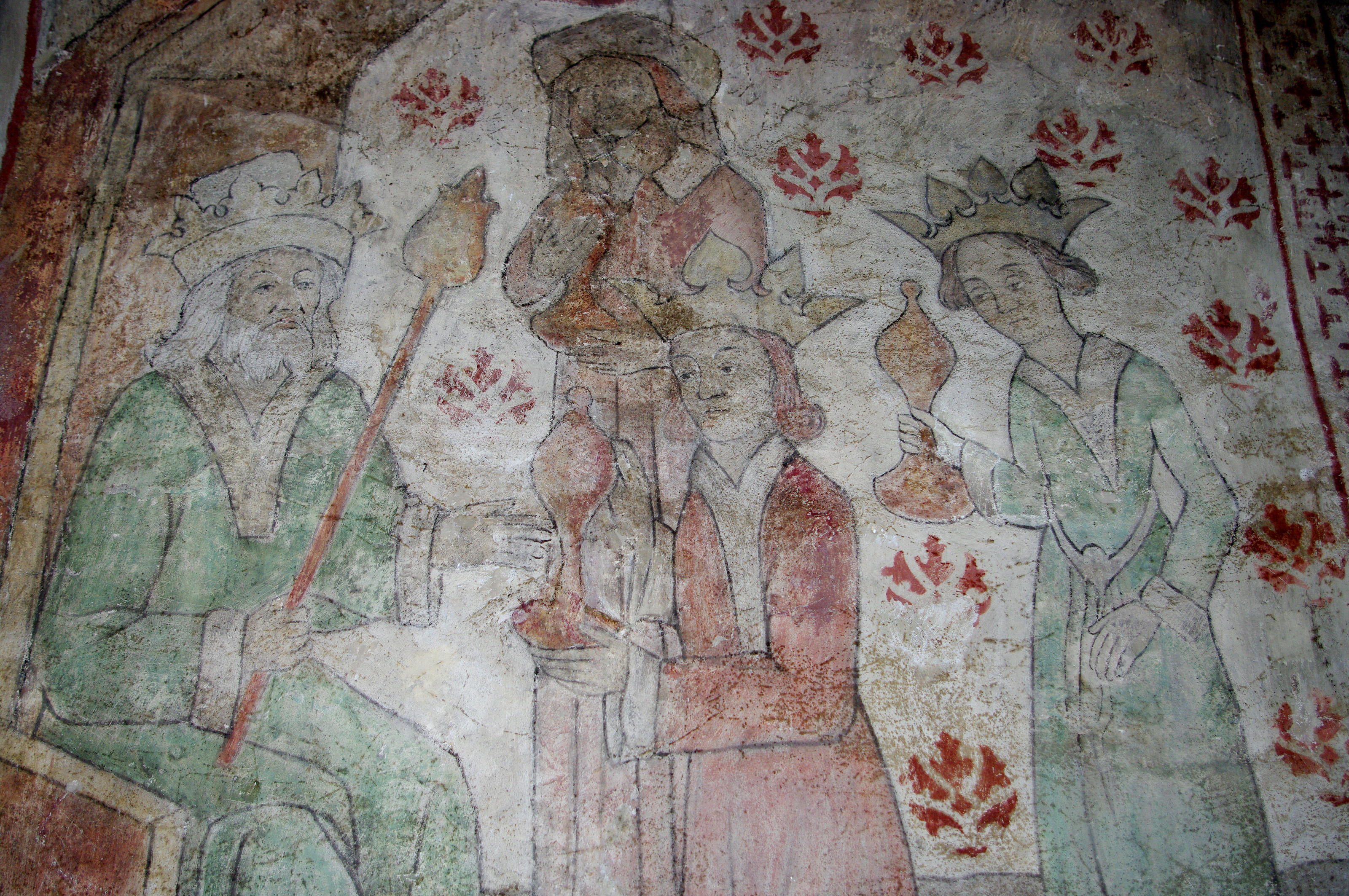
Målning i Mariakoret av Albertus Pictor.
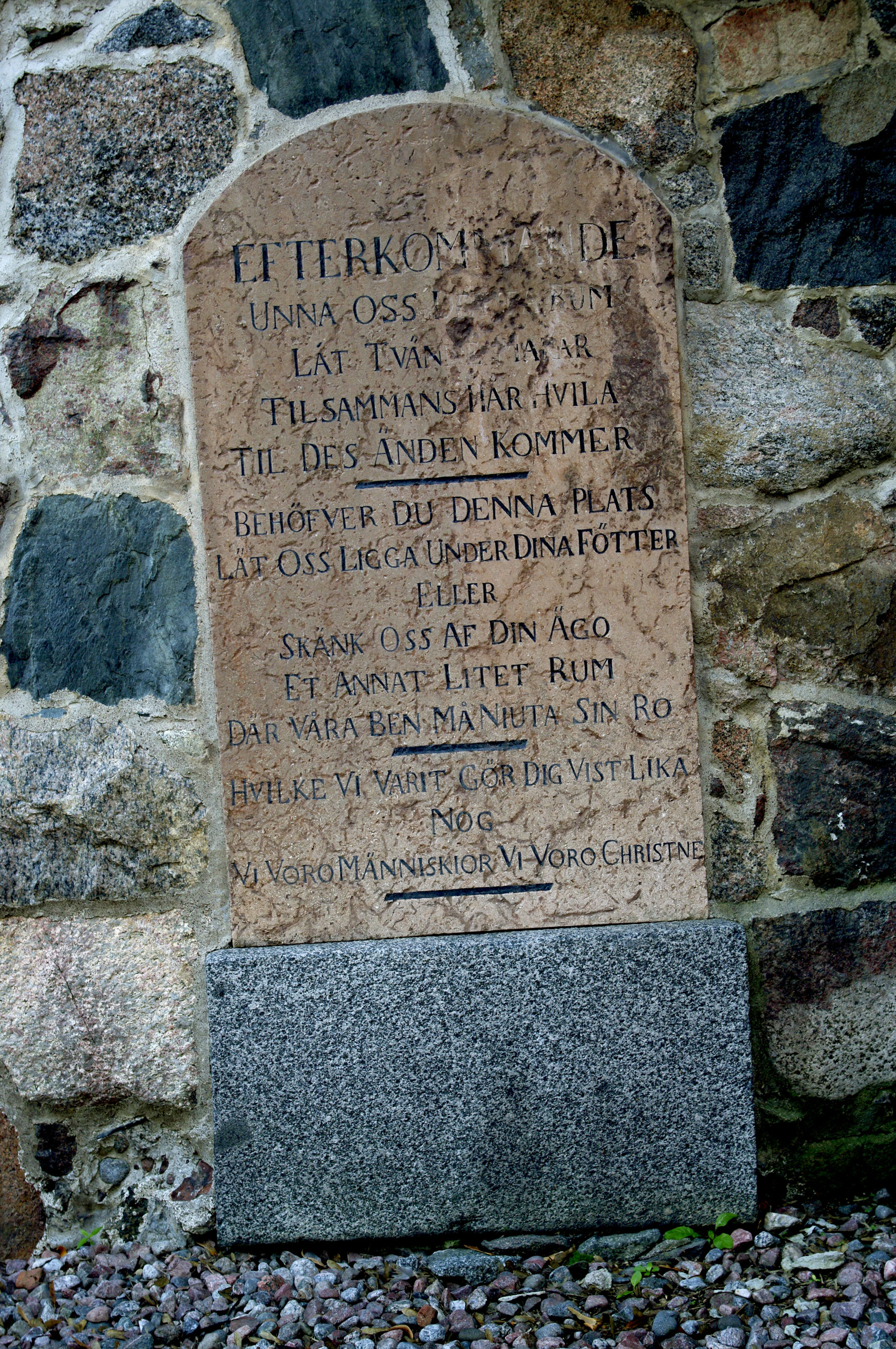
Gravsten vid södra långhusmuren.
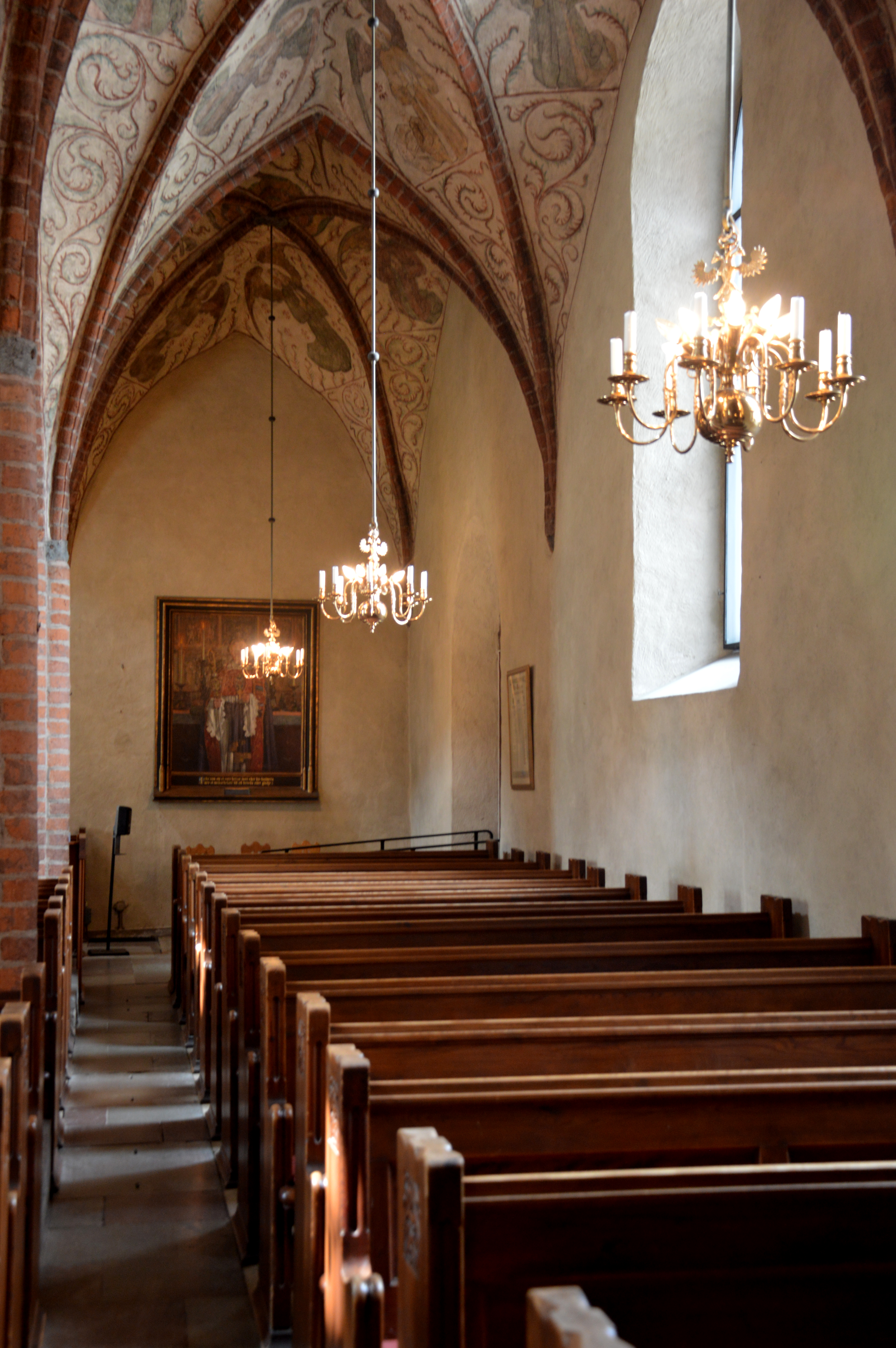
Norra gången.